# Markus E. Ungerer
Markus E. Ungerer (* 1967 in Würzburg; † 4. Januar 2019 bei Marktsteft) war ein Feuerwehrmann und Sachbuchautor.

## Leben
Ungerer absolvierte eine Ausbildung als Sicherheitsfachmann und arbeitete bei der Firma Fehrer in Kitzingen. Dort war er auch in der Werkfeuerwehr tätig. Von dort wechselte er zur Feuerwehr der US-Army am Kitzinger Standort. Nach der Auflösung der Garnison bildete sich Ungerer ab dem Jahr 2008 zum Fachjournalisten weiter und arbeitete freiberuflich als Autor und Dozent. Im Jahr 2013 wurde er Kommandant der Kitzinger Feuerwehr. Ungerer starb bei einem Verkehrsunfall auf der Rückfahrt von einem Einsatz. Er hinterließ seine Frau und zwei Töchter.
In seiner Zeit als US-Feuerwehrmann veröffentlichte Ungerer sein erstes Werk, ein Kinderbuch zum Thema "Feuerwehr". Es folgten Bücher über Brandschutz und zur Feuerwehrausbildung sowie eine Krimiserie.

## Werke (Auswahl)

### Sachbücher
- mit Michael Zollner: Technische Hilfeleistung – Praxiswissen, Huss 2002, ISBN 978-3341013397
- mit Wolfgang Gabler: Prüfungswissen Feuerwehr – Truppmann/Truppführer, Huss 2004, ISBN 978-3341013342
- Schutzbekleidung im ABC-Einsatz – Grundwerksreihe ABC-Schutz, Weka 2005, ISBN 978-3811194540
- Schneiden und Trennen – Grundwerksreihe Technische Hilfeleistung: Individuelle Techniken mit verschiedenen Geräten, Weka 2006, ISBN 978-3811199002
- Kampf dem Hochwasser – Grundwerksreihe Technische Hilfeleistung: Gefahren, Vorbereitung und Maßnahmen Sondereinband – 7, Weka 2006, ISBN 978-3811199019
- Brandursachen – Module für Gefahren, Schutz, Ersten Angriff und Ermittlung / Brandursachen – Modul 4, Verlag für Polizeiwissenschaft 2007, ISBN 978-3935979429
- Branchenhilfe betrieblicher Brandschutz für Hotels – Restaurants – Gaststätte, Erich Schmidt Verlag 2010, ISBN 978-3503126729
- mit Eckhard Tschersich: Richtig reagieren bei Notfällen: Regelungen für alle wichtigen Notfall- und Krisensituationen im Unternehmen, Weka 2014, ISBN 978-3-8111-1488-3

### Belletristik
- Joe Hot und Lussy 8, das kleine Löschfahrzeug, Wenzel 1998, ISBN 978-3882930429